# Matías Ruiz
Matías Ruiz fou un compositor espanyol que va viure entre els segles XVII i XVIII.

## Obra
De les seves obres, se'n conserven les següents a l'arxiu del monestir d'El Escorial:
- Missa, 8V, ac
- A Belén pastores, 7V, arp
- Ay, quien altera, Vill, 7V, bj, scb
- Barquerillo nuevo, Vill, 4V, ac
- Del placer de aquesta noche, Vill, 8V, bc
- En la cárcel de Belén, 8V, ac
- Mariposa soberana, 4V, ac
- Pajarillos que libres cantáis, 6V, ac, órg
- Vaya, de sordo, Vill, 8V
- Vaya de aplauso, 7V, bc, órg

A la catedral d'Albarrasí (Terol) s'hi conserva un Audivanos a 4 veus del segle xvii.